# Estação Santana
A Estação Santana é uma das estações da Linha 1–Azul do Metrô de São Paulo. Foi inaugurada no dia 26 de setembro de 1975. Durante 22 anos e 7 meses foi ponto-final da Linha 1–Azul, em sua parte norte.

## Localização
Localiza-se numa área conhecida hoje como o Centro de Santana, na Avenida Cruzeiro do Sul, 3173, no distrito de Santana, zona norte.
Em 1964 foi demolida a Estação Santana do Tramway da Cantareira, construída em 1895 e localizada na Rua Alfredo Pujol entre a Rua Voluntários da Pátria e a Avenida Cruzeiro do Sul, exatamente dentro da curva, do lado direito no sentido Cantareira, não muito distante de onde mais tarde foi construída a estação Santana do metrô.

## Características
Trata-se de uma estação elevada com estrutura em concreto aparente, com cobertura pré-fabricada de concreto e duas plataformas laterais. Possui dois níveis, sendo um de travessia subterrânea (com acesso ao terminal), bloqueios e bilheterias e outro para as plataformas, com escadas rolantes e fixas servindo de ligação entre os diferentes níveis. Tem 8.565m² de área construída.
Possui três saídas, a primeira na esquina da referida avenida com a Rua Leite de Morais, a segunda ao lado da Escola Estadual Padre Antônio Vieira, esquina com a Rua Dr. Gabriel Piza (estas duas a oeste da linha) e a terceira dentro do terminal Santana localizado a leste da estação. A estação também possui um elevador para o acesso aos portadores de deficiência.
A capacidade da estação é de 30 000 passageiros por hora, no horário de pico e sua área construída é de 8 565 metros quadrados.
A estação possui as maiores escadas rolantes do sistema, que saem do subterrâneo da Avenida Cruzeiro do Sul e vão até a plataforma elevada. Possuem cerca de 35 metros de comprimento e vencem um desnível de 20 metros.[carece de fontes?]

### Demanda média da estação
A média de entrada de passageiros nessa estação em 2013 foi de 65 000 passageiros por dia útil, estando entre as cinco mais movimentadas da Linha 1.

### Obras de arte
- "Sem Título" (mural 1), Maurício Nogueira Lima, pintura sobre parede (1990), tinta acrílica (72,00 m²), instalado no mezanino.[5]
- "Sem Título" (mural 2), Odiléa Toscano, pintura sobre parede (1990), tinta acrílica (2,10 x 18,00 m), instalado no acesso oeste da estação.[5]
- "Sem Título" (painel), Maurício Nogueira Lima, pintura sobre placas de fibrocimento (1990), tinta acqua-cryl (140 m²), instalado nos corredores de acesso à plataforma.[5]